# Frankenia portulacifolia
Frankenia portulacifolia (tiếng Anh thường gọi là Saint Helena Tea (trà Saint Helena) hoặc Tea Plant (cây trà)) là một loài thực vật thuộc họ Frankeniaceae. Đây là loài đặc hữu của Saint Helena. Môi trường sống tự nhiên của chúng là rừng khô nhiệt đới hoặc cận nhiệt đới, vùng nhiều đá, và vùng bờ biển nhiều đá.